# آر بي جي -16
آر بي جي-16قاذفة قنابل يدوية مضادة للدبابات المحمولة على الكتف وضعت عام 1968 ودخل الخدمة في الجيش السوفيتي عام 1970 في فرق العمليات الخاصة  وانتشرت خلال الحرب "السوفيتيية -الأفغانية 1979-1989 وشهدت الخدمة في معاركة في هذا المسرح
آر بي جي 16 ذو 58 ملم مع رأس حربي ذو حرارة واطلاق عديم ارتداد يبلغ طولة 1,104 مللم ويبلغ وزنة 12.4 كجم ويبلغ مداه من 800 متر إلى 2,500 متر ويخترق دروع بدرجة 300 ملم دروع المتجانسة.
بالمقارنة مع النسخة القدية آر بي جي-7 وآر بي جي -16 فهو يمتلك رأٍ حربي عيار اصغر ودعم لصواريخ أكثر قوة مما جعل آر بي جي-16 أكثر دقة عبر مسافات بعيدة على عكس آر بي جي-7 الرأس الحربي عصا من القاذفة نظرآ لانها بالضبط نفس القطر الانبوب ويناسب تمامآ داخل الانبوب الرأس الحربي ومع ذلك النيران عند مقارنة في آر بي جي 7 أفضل .
دخل الخدمة في الجيش السوفيتي صدر القاذفة لفرق العمليات الخاصة كدفعات .

## الوصف
خارجيآ يشبه آر بي جي-16 وآر بي جي-7 وتتميز بصفة رئيسية بمقبض واحد تحت الانبوب قابل للطي ولكن آر بي جي-7 يختلف تمامآ ويوفر اداء أفضل .